# شبا آکاشدپ
شبا آکاشدپ (به انگلیسی: Sheeba Akashdeep) بازیگر هندی است. از فیلم‌هایی که وی در آن نقش داشته‌است می‌توان به سوریاوانشی اشاره کرد.

## فیلم‌شناسی
- ۱۹۹۱ سایه عشق
- ۱۹۹۲ آقای باند
- ۱۹۹۲ سوریاوانشی
- ۱۹۹۲ از آسمان افتاده
- ۱۹۹۳ دوست پسر
- ۱۹۹۳ ما فوق‌العاده‌ایم
- ۱۹۹۴ بیماری عشق
- ۱۹۹۴ به عشق تو قسم میخورم
- ۱۹۹۵ امنیت
- ۱۹۹۵ راوان راج
- ۱۹۹۷ اشتراک بازار
- ۱۹۹۷ سیاهی
- ۱۹۹۷ زندگی با افتخار
- ۱۹۹۸ سایه بیگانه
- ۱۹۹۸ خانم ۴۲۰
- ۱۹۹۹ امپراطوری سیاه
- ۲۰۰۰ آتشفشان
- ۲۰۰۰ کمین
- ۲۰۰۳ همت
- ۲۰۲۳ داستان عشق راکی و رانی
- ۲۰۲۴ شجاعت
- ۲۰۲۵ فاتح